# Najadek żółcik
Najadek żółcik (Amphiareus obscuriceps) – gatunek pluskwiaka z podrzędu różnoskrzydłych i rodziny dziubałkowatych. Zamieszkuje większą część Palearktyki i Nearktykę.

## Taksonomia
Gatunek ten opisany został po raz pierwszy w 1909 roku przez Roberta Bertila Poppiusa na łamach „Acta Societatis Scientiarum Fennicae” pod nazwą Cardiastethus obscuriceps. Jako lokalizację typową wskazano Rokkakubashi w Kanagawie w japońskiej Jokohamie. 

## Morfologia

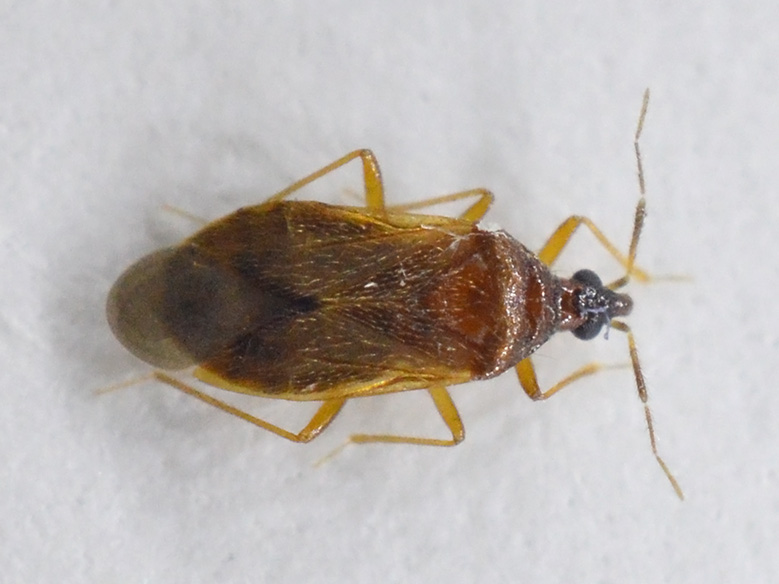
Widok od góry

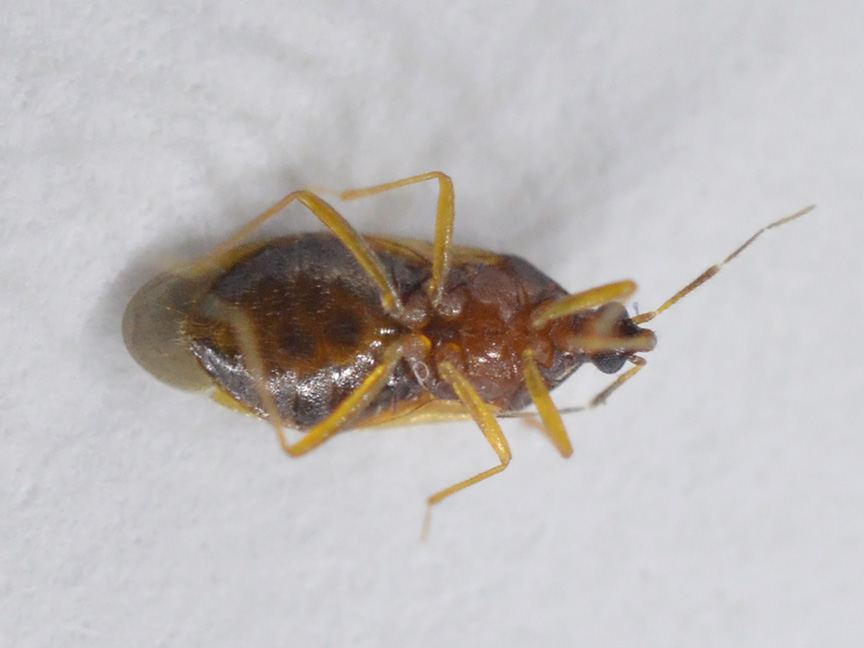
Widok od spodu

Pluskwiak o wydłużonym, owalnym w zarysie, wyraźnie spłaszczonym grzbietobrzusznie ciele długości od 2,7 do 3 mm. Głowa jest ciemnobrązowa, wydłużona z przodu, zaopatrzona w przyoczka i trójczłonową, zakrzywioną kłujkę. Czteroczłonowe czułki mają człony pierwszy i drugi grubsze i porośnięte krótkimi, ukośnie skierowanymi szczecinkami, a człony trzeci i czwarty cieńsze i porośnięte szczecinkami rzadkimi,  ustawionymi pionowo, dłuższymi niż dwukrotność średnicy członu. Przedplecze jest trapezowate, zwykle ciemnobrązowe, rzadziej żółtawe, na przedzie wykształcone w wyraźną obrączkę apikalną, na tylnej krawędzi głęboko wcięte. Tarczka jest żółtobrązowa do ciemnobrązowej. Półpokrywy są jednolicie żółte do brązowych z jasnymi zakrywkami. Powierzchnia przedplecza i półpokryw jest pozbawiona wyraźnego punktowania, gładka do lekko szagrynowanej. Na półpokrywach wyrastają szczecinki wyraźnie dłuższe niż średnica czułków. Odnóża są ubarwione w jasnych odcieniach żółci. Te przedniej pary mają uda pozbawione ząbków. Wszystkie pary mają trójczłonowe stopy. Na zapiersiu między biodrami tylnej pary znajduje się rozwidlony wyrostek. Kanaliki wyprowadzające gruczołów zapachowych zatułowia są zakrzywione i wierzchołkami zwrócone dogłowowo.

## Ekologia i występowanie
Owad ten zasiedla lasy, parki i ogrody. Bytuje w ściółce, pod gnijącymi szczątkami roślinnymi, w stertach słomy i drewna. Aktywne osobniki spotyka się od wiosny do jesieni. Stadium zimującym jest owad dorosły. Najadek żółcik jest drapieżnikiem polującym na różne drobne bezkręgowce.
Gatunek pierwotnie palearktyczny. W Europie znany jest z Hiszpanii, Holandii, Belgii, Niemiec, Austrii, Włoch, Norwegii, Finlandii, Estonii, Litwy, Polski, Czech, Słowacji, Węgier, Białorusi, Ukrainy, Serbii, Bułgarii i europejskiej części Rosji. W Azji podawany jest z azjatyckiej części Turcji, Gruzji, Kazachstanu, Kirgistanu, Iranu, dalekowschodniej części Rosji, Korei, Chin, Japonii, Tajwanu i Nepalu. W Afryce stwierdzony został na terenie Wysp Kanaryjskich. Ponadto zawleczony został do Nearktyki – Kanady i Stanów Zjednoczonych.